# リパブリック駅 (LIRR)
リパブリック駅（英: Republic）とはかつて存在したフェアチャイルド (Fairchild Engine & Airplane Manufacturing Company) の従業員および最寄りのリパブリック空港のためのロンコンコマ支線の駅である。この駅は1940年12月9日に開業し、1986年に閉鎖された。 
議論では駅の再開が周期的に表面化している。ファーミングデールからロンコンコマまで複線を追加する現在の計画の一環として、MTAはリパブリック駅の再開を検討している。